# Seznam politických stran a hnutí v Abcházii
V částečně mezinárodně uznané republice Abcházie bylo ke dni 1. dubna[v jakém roce?] dle abchazského ministerstva spravedlnosti registrováno celkem 11 politických stran a více než 400 občanských organizací a hnutí. Dle abchazského zákona o politických stranách musí každá strana splňovat tato kritéria: 
- musí mít stranické buňky v nejméně pěti abchazských okresech;
- musí mít nejméně 1000 členů;
- v každém okrese, kde má strana buňku, musí být přinejmenším 100 členů;
- ústřední i ostatní orgány politické strany i její okresní buňky musí mít svá sídla na území Abcházie;
- každý občan Republiky Abcházie smí být členem pouze jedné politické strany;
- každý člen politické strany smí být členem pouze jedné okresní buňky.

## Politické strany
V následující tabulce je seznam politických stran v Abcházii. Seznam je aktuální k 1. dubnu 2021.
| Název                                             | Zkratka | Ideologie                                                | Předseda         | Založena | Zaregistrována |
| ------------------------------------------------- | ------- | -------------------------------------------------------- | ---------------- | -------- | -------------- |
| Jednotná Abcházie                                 |         | Středopravice, republikanismus, sociální konzervatismus  | Sergej Šamba     | 2004     | 2004           |
| Amcachara                                         |         | Pravice, nacionalismus, rusofilství, klanovost           | Lesik Cugba      | 1999     | 1999           |
| Komunistická strana Abcházie                      | КПРА    | Komunismus, Marxismus-leninismus, sekularismus           | Bakur Bebija     | 1995     | 1995           |
| Aitaira                                           |         | Politický střed, rusofilství, antiatlantismus            | Leonid Lakerbaja | 2006     | 2020           |
| Abchazská národní strana                          | НПА     | Politický střed, demokracie, vlastenectví                |                  | 1992     | 1999           |
| Fórum pro Jednotnou Abcházii                      | ФНЕА    | Středolevice, republikánství, nacionalismus, rusofilství | Aslan Barcic     | 2005     | 2005           |
| Apsny                                             |         | Liberalismus, republikanismus                            | Vitalij Gabnija  | 2006     | 2016           |
| Ainar                                             |         | Pravice, nacionalismus, přímá demokracie, Apsuara        | Tengiz Džopva    | 2010     | 2015           |
| Strana ekonomického rozvoje Abcházie              | ЭРА     | Politický střed, sociální liberalismus                   | Thea Aršbová     | 2007     | 2007           |
| Národní fronta Abcházie pro rozvoj a spravedlnost | НФА     | Republikanismus, levice                                  | Laša Sakanija    | 2015     | 2015           |
| Akzaara                                           |         | Středopravice, republikanismus, přímá demokracie         | Leonid Dzapšba   | 2018     | 2019           |